# Крученики
Круче́ники, или завива́нцы — украинское блюдо из мяса или рыбы и овощей (реже используются крупы, грибы). В тоненькие кусочки отбитого мяса заворачивается начинка из грибов, отваренных круп, капусты, лука или сыра; мясо скручивается в трубочку и скрепляется с помощью нити или деревянной шпажки. Затем крученики обжариваются на смальце или сливочном масле и тушатся в соусе (бульоне) до готовности. С готовых кручеников снимают нитки, подают со шкварками и соусом, в котором они тушились.